# Leon Gawanke
Leon Gawanke (* 31. května 1999) je profesionální německý hokejový obránce, který aktuálně působí v klubu Adler Mannheim v nejvyšší německé lize (DEL).

## Hráčská kariéra
V roce 2017 byl draftován v 5. kole z celkové 136. pozice klubem Winnipeg Jets. V květnu 2019 podepsal s Jets vstupní třiletou nováčkovskou smlouvu. Následující čtyři sezóny strávil ve farmářském klubu Manitoba Moose. V květnu 2023 podepsal čtyřletou smlouvu s klubem Adler Mannheim. Na MS 2023 získal s německou reprezentací stříbrnou medaili.

## Statistiky

### Klubové statistiky
| Sezóna      | Klub                         | Soutěž      |     | Základní část | Základní část | Základní část | Základní část | Základní část |   | Play off | Play off | Play off | Play off | Play off |
| Sezóna      | Klub                         | Soutěž      | Z   | G             | A             | B             | TM            | Z             | G | A        | B        | TM       |          |          |
| 2014–15     | Eisbären Berlin Jr.          | DNL         | 2   | 0             | 0             | 0             | 0             | —             | — | —        | —        | —        |          |          |
| 2015–16     | Eisbären Berlin Jr.          | DNL         | 41  | 11            | 25            | 36            | 18            | 2             | 1 | 3        | 4        | 0        |          |          |
| 2016–17     | Cape Breton Screaming Eagles | QMJHL       | 54  | 8             | 24            | 32            | 26            | 11            | 1 | 3        | 4        | 4        |          |          |
| 2017–18     | Cape Breton Screaming Eagles | QMJHL       | 62  | 4             | 28            | 32            | 39            | 5             | 1 | 1        | 2        | 5        |          |          |
| 2018–19     | Cape Breton Screaming Eagles | QMJHL       | 62  | 17            | 40            | 57            | 26            | 11            | 2 | 5        | 7        | 4        |          |          |
| 2019–20     | Manitoba Moose               | AHL         | 48  | 4             | 22            | 26            | 21            | —             | — | —        | —        | —        |          |          |
| 2020–21     | Eisbären Berlin              | DEL         | 6   | 0             | 2             | 2             | 4             | —             | — | —        | —        | —        |          |          |
| 2020–21     | Manitoba Moose               | AHL         | 26  | 1             | 6             | 7             | 7             | —             | — | —        | —        | —        |          |          |
| 2021–22     | Manitoba Moose               | AHL         | 65  | 10            | 26            | 36            | 19            | 5             | 1 | 3        | 4        | 4        |          |          |
| 2022–23     | Manitoba Moose               | AHL         | 68  | 20            | 25            | 45            | 51            | 5             | 0 | 1        | 1        | 6        |          |          |
| 2023–24     | San Jose Barracuda           | AHL         | 38  | 8             | 19            | 27            | 37            | —             | — | —        | —        | —        |          |          |
| 2023–24     | Adler Mannheim               | DEL         | 8   | 1             | 9             | 10            | 2             | 7             | 2 | 4        | 6        | 11       |          |          |
| AHL celkově | AHL celkově                  | AHL celkově | 245 | 43            | 98            | 141           | 135           | 10            | 1 | 4        | 5        | 10       |          |          |
| DEL celkově | DEL celkově                  | DEL celkově | 14  | 1             | 11            | 12            | 6             | 7             | 2 | 4        | 6        | 11       |          |          |

### Reprezentační statistiky
| Rok                            | Tým                            | Soutěž                         | Z  | G | A | B  | TM |
| ------------------------------ | ------------------------------ | ------------------------------ | -- | - | - | -- | -- |
| 2016                           | Německo 18                     | MS-U18 D1                      | 5  | 0 | 1 | 1  | 0  |
| 2017                           | Německo 20                     | MSJ D1                         | 4  | 0 | 1 | 1  | 0  |
| 2018                           | Německo 20                     | MSJ D1                         | 5  | 2 | 3 | 5  | 2  |
| 2019                           | Německo 20                     | MSJ D1                         | 5  | 0 | 3 | 3  | 2  |
| 2021                           | Německo                        | MS                             | 10 | 2 | 0 | 2  | 0  |
| 2022                           | Německo                        | MS                             | 4  | 0 | 1 | 1  | 0  |
| 2023                           | Německo                        | MS                             | 8  | 0 | 3 | 3  | 2  |
| Juniorská reprezentace celkově | Juniorská reprezentace celkově | Juniorská reprezentace celkově | 19 | 2 | 8 | 10 | 4  |
| Seniorská reprezentace celkově | Seniorská reprezentace celkově | Seniorská reprezentace celkově | 22 | 2 | 4 | 6  | 2  |